# Baneuil
Baneuil is een gemeente in het Franse departement Dordogne (regio Nouvelle-Aquitaine) en telt 353 inwoners (2004). De plaats maakt deel uit van het arrondissement Bergerac.

## Geografie
De oppervlakte van Baneuil bedraagt 8,8 km², de bevolkingsdichtheid is 40,1 inwoners per km².
De onderstaande kaart toont de ligging van Baneuil met de belangrijkste infrastructuur en aangrenzende gemeenten.

## Demografie
Onderstaande figuur toont het verloop van het inwonertal (bron: INSEE-tellingen).

## Externe links

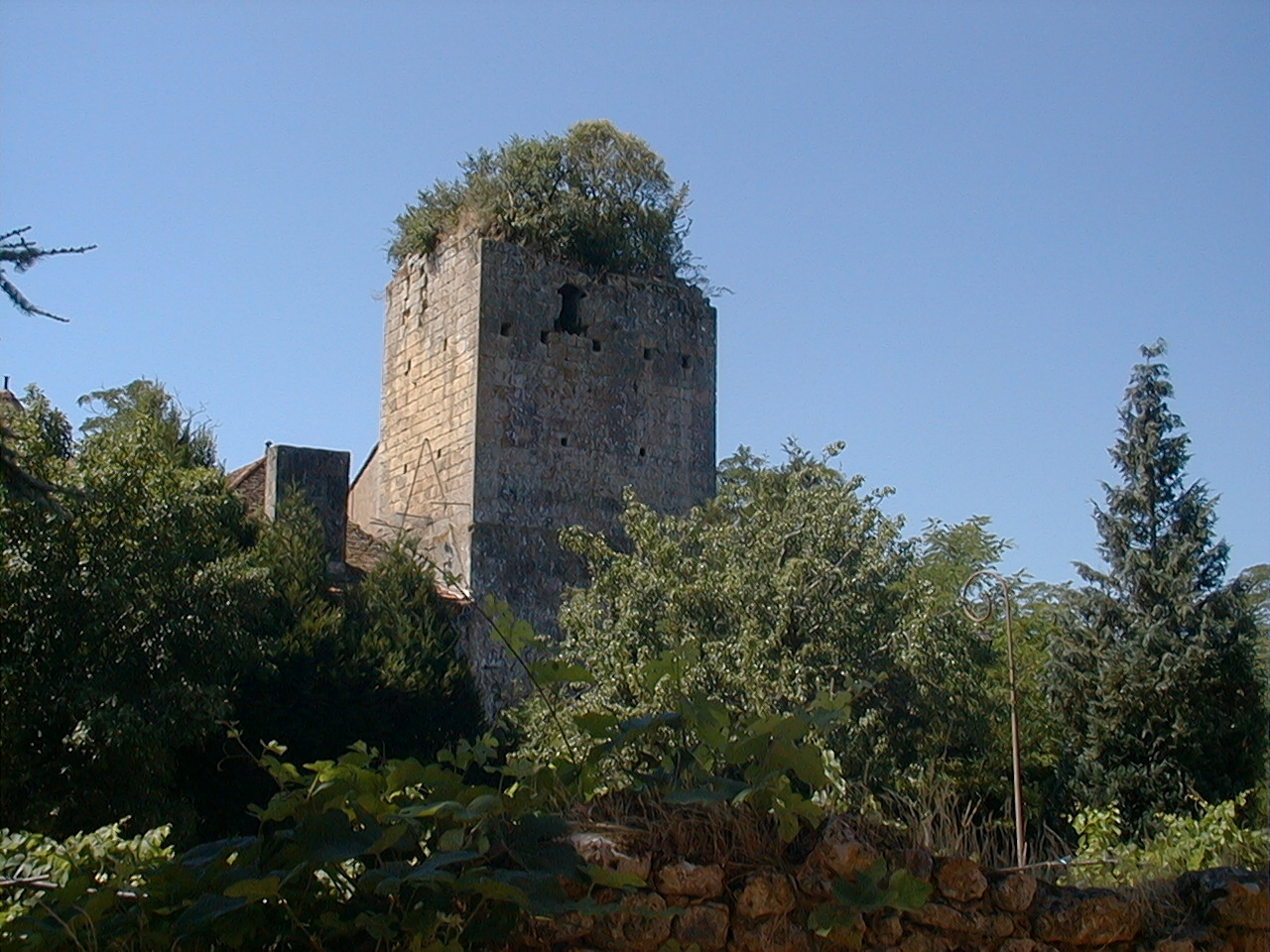
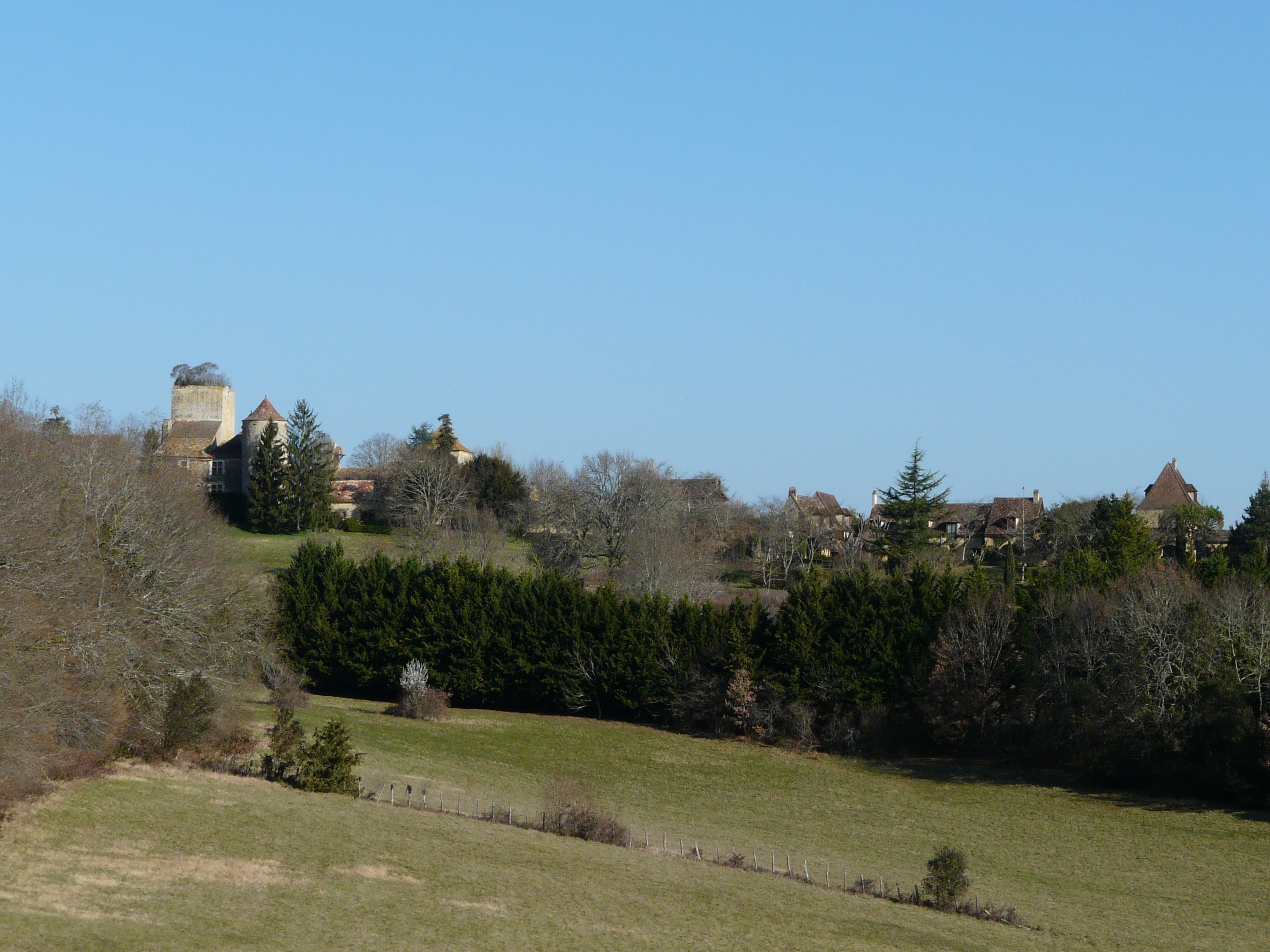
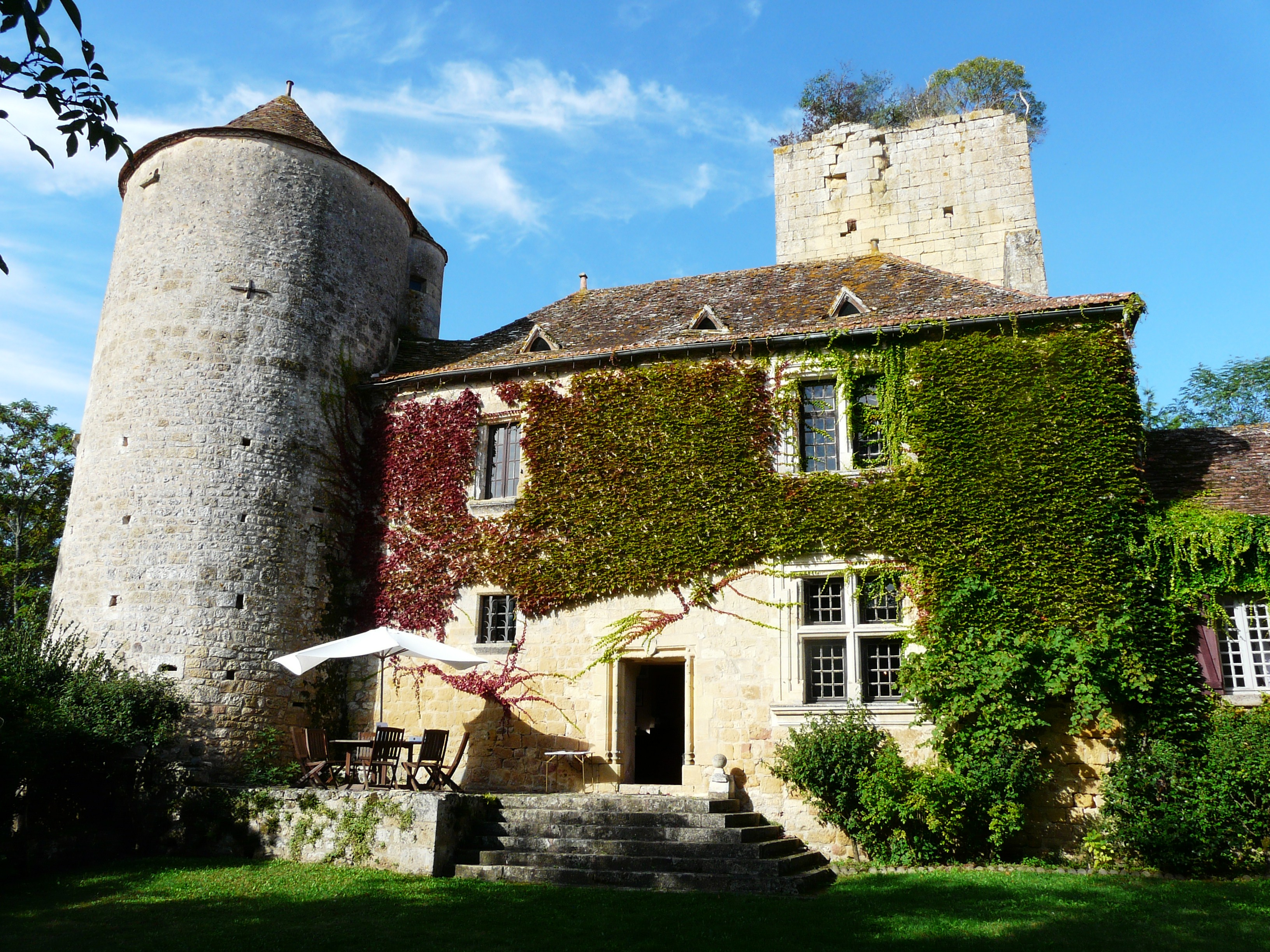
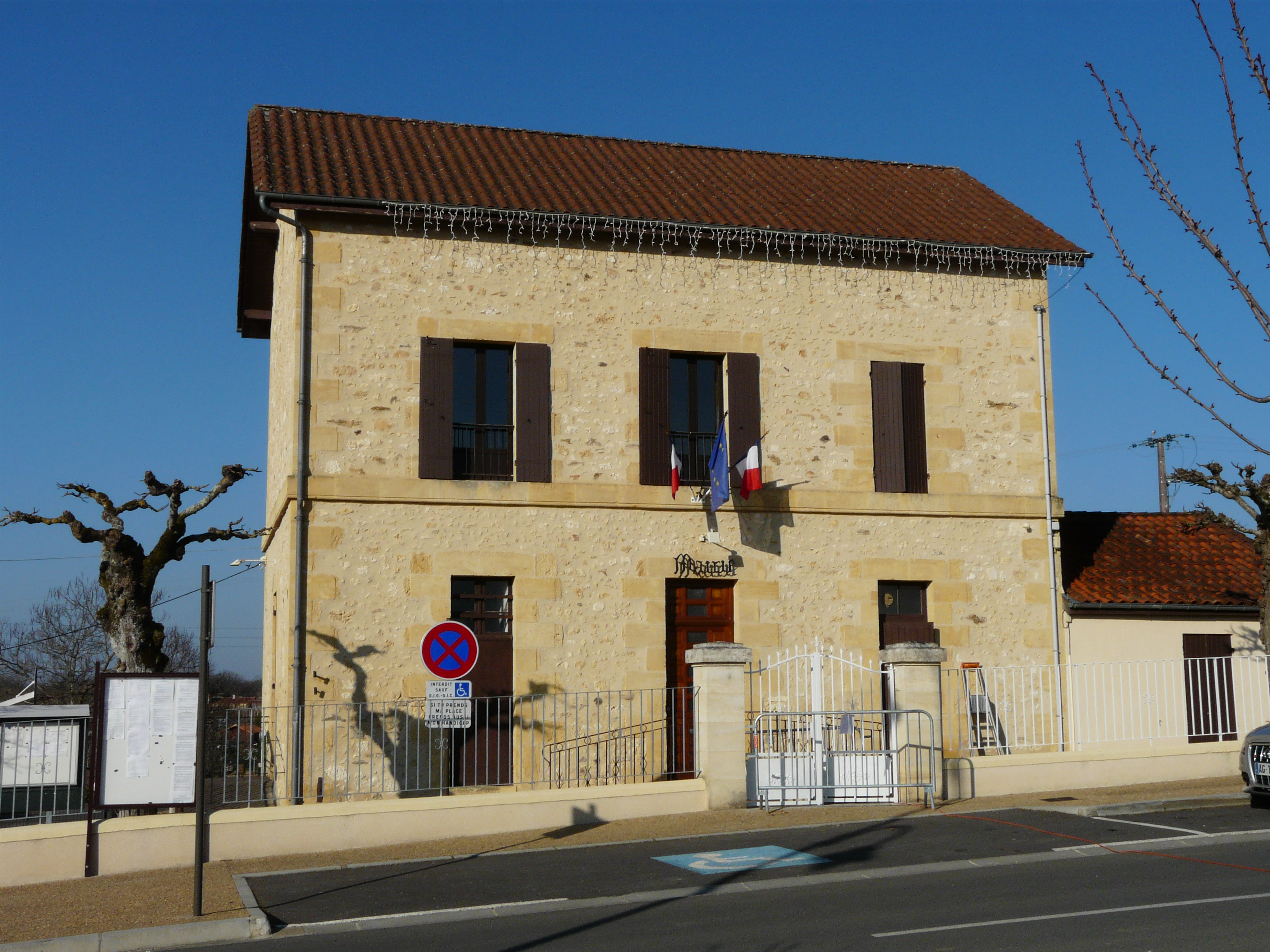